# Gary Shaw
Gary Robert Shaw (* 21. Januar 1961 in Kingshurst; † 16. September 2024) war ein englischer Fußballspieler. Der Stürmer war Teil der Mannschaft von Aston Villa, die zu Beginn der 1980er-Jahre sehr erfolgreich war und dabei 1981 die englische Meisterschaft sowie ein Jahr später den Europapokal der Landesmeister und danach den Super Cup gewann. Er galt dabei als eines der größten Talente seiner Zeit und wurde 1981 als bester Jungprofi in England sowie ein Jahr später mit der Trofeo Bravo als Europas bester Nachwuchsspieler ausgezeichnet, bevor ihn Verletzungsprobleme zurückwarfen und er seine Karriere nur noch für jeweils kurze Zeit in den unteren britischen Profiligen und im Ausland fortführte.

## Sportlicher Werdegang

### Aston Villa (1977–1988)
Der Blondschopf fand als Jugendspieler im Jahr 1977 seinen Weg zu Aston Villa und bereits in der Saison 1978/79 kam der junge Stürmer zu ersten Einsätzen in der Profimannschaft. Im Alter von 17 Jahren wechselte ihn Trainer Ron Saunders bei der 0:1-Niederlage am dritten Spieltag gegen Bristol City erstmals ein und zur Jahreswende folgten die ersten beiden Auftritte in der Startelf. Nur wenige Tage später unterzeichnete Shaw an seinem 18. Geburtstag den ersten Profivertrag und in der Saison 1979/80 entwickelte er sich zum Stammspieler und „Shooting Star“ bei den „Villans“. Mit neun Toren in 28 Ligaspielen – darunter sein erstes beim 3:1-Sieg am 20. Oktober 1979 gegen Derby County – war er treffsicherster Schütze des Klubs. Der nächste sportliche Entwicklungssprung fand in der anschließenden Saison 1980/81 statt, woran besonders die Verpflichtung von Peter Withe einen großen Anteil hatte. Während Withe mit seiner kraftvollen Spielweise ein Torjäger klassischer Prägung war und am Ende mit 20 Treffern Torschützenkönig wurde, war der trickreiche und antrittschnelle Shaw eine gute Ergänzung. Mit 18 Toren stand Shaw zudem Withe in wenig nach und beide steuerten somit mehr als die Hälfte der insgesamt 72 Tore zum Gewinn der englischen Meisterschaft 1981 bei.

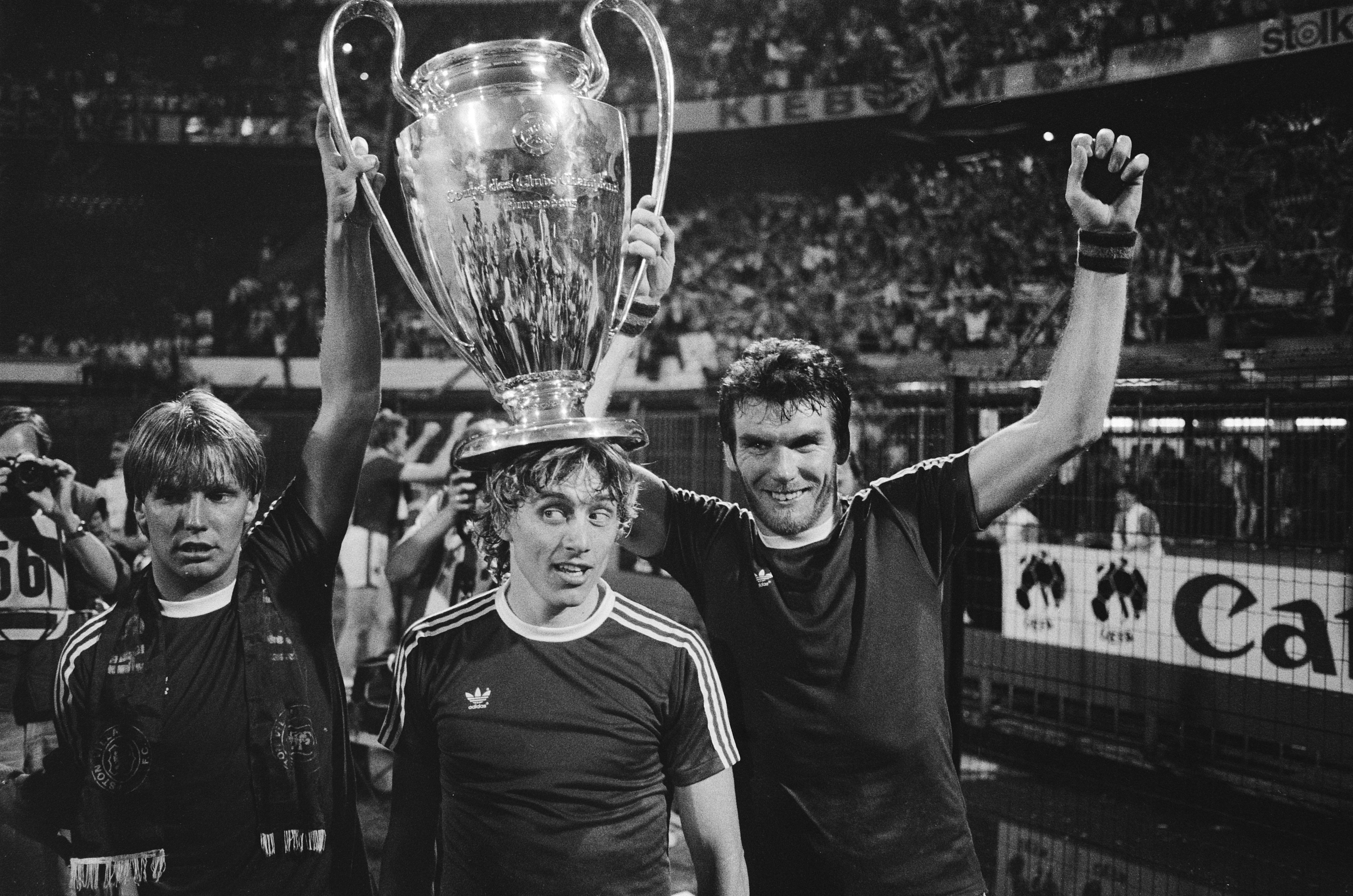
Gary Shaw (links) mit Tony Morley und Peter Withe mit dem Pokal nach dem Finalsieg im Europapokal der Landesmeister gegen den FC Bayern München, 1982

Shaw war mittlerweile auch ein künftiger Hoffnungsträger für die englische Nationalmannschaft. Bei seinem ersten U-21-Länderspiel für England dauerte es am 25. Februar 1981 gegen Irland (1:0) nur zwei Minuten bis zu seinem Tordebüt. Bis Oktober 1982 absolvierte er insgesamt sieben U-21-Auswahlpartien, die mit dem Gewinn der Europameisterschaft endeten. Dazu war er im Europapokal der Landesmeister ein Schlüsselspieler auf dem Weg zum Finalsieg gegen den FC Bayern München (1:0) und besonders sein Treffer im Viertelfinale gegen Dynamo Kiew aus spitzem Winkel war sehenswert. 1982 erhielt er die Trofeo Bravo als Europas bester Nachwuchsspieler, nachdem er im Jahr zuvor bereits die Wahl zu Englands Fußballer des Jahres in der Kategorie der Jungprofis gewonnen hatte. Obwohl Aston Villa in den Meisterschaftskampf nun nicht mehr eingreifen konnte, erzielte Shaw in der Spielzeit 1982/83 weitere 17 Ligatreffer und war damit noch vor Withe Toptorjäger seines Klubs. Dazu kam im Januar 1983 ein Sieg im europäischen Supercup gegen den FC Barcelona, als Shaw nach einer 0:1-Hinspielniederlage im Rückspiel mit dem 1:0-Treffer in der 80. Minute seine Mannschaft in die Verlängerung rettete, die dann mit einem 3:0-Erfolg endete.
Einen empfindlichen Rückschlag erlitt Shaw am 7. September 1983 gegen Nottingham Forest, als er sich schwer am Knie verletzte. Damit war seine sportliche Karriere auf dem zuvor gezeigten Niveau faktisch beendet. Er blieb zwar noch bis zum Ende der Saison 1987/88 Teil des Kaders von Aston Villa, bestritt dabei jedoch in vier Jahren nur insgesamt 17 Ligapartien und fehlte in der Spielzeit 1984/85 gar komplett. Dazu hatte er nicht weniger als sechs Knieoperationen über sich ergehen lassen müssen. Im Februar 1988 agierte er kurz auf Leihbasis für den Drittligisten FC Blackpool, blieb aber bei seinen sechs Einsätzen ohne eigenes Tor.

### Letzte Karrierestationen (1988–1992)
Zum Ende der 1980er-Jahre kehrte Shaw dem englischen Fußball den Rücken und über den Umweg FC Kopenhagen schloss er sich im Dezember 1988 in Österreich Austria Klagenfurt an. Dort bestritt er in der Saison 1988/89 noch das letzte Spiel des Grunddurchganges der 1. Division und spielte in der Mittleren Playoff um den Klassenerhalt. Obwohl er mit sieben Toren in neun Spielen eine ansehnliche Torquote aufwies, reichte das nur für den sechsten Platz unter acht Mannschaften und damit mussten die Klagenfurter in die 2. Division absteigen.
Shaw kehrte Mitte 1989 wieder nach England zurück und im Februar 1990 nahm er dort beim FC Walsall einen weiteren Anlauf in der dritten Liga. Dort schoss er zwar drei Tore in neun Ligapartien, stand aber nur selten in der Startelf und als Walsall als Tabellenletzter in die Fourth Division abstieg, trennten sich die Wege wieder. Letzte Vereinsstationen waren in der Saison 1991/92 der schottische Zweitligist FC Kilmarnock (für gerade einmal zwei Ligaspiele), danach der englische Drittligist und spätere Absteiger Shrewsbury Town sowie in Hongkong das nach einem Schweizer Uhrenunternehmen benannte Team Ernest Borel, bevor er die sportliche Laufbahn beendete.

### Tod
Gary Shaw starb am 16. September 2024 im Alter von 63 Jahren an den Folgen von Kopfverletzungen, die er sich bei einem häuslichen Sturz zugezogen hatte.

## Titel/Auszeichnungen
- Europapokal der Landesmeister (1): 1982
- Europäischer Supercup (1): 1982
- Englische Meisterschaft (1): 1981
- Charity Shield (1): 1981
- U-21-Europameisterschaft (1): 1982
- Englands Fußballer des Jahres (1): 1981 (Jungprofi-Wahl)
- Trofeo Bravo (1): 1982